# Stargazer (Siouxsie and the Banshees)
Stargazer  è un singolo del gruppo musicale inglese Siouxsie and the Banshees, pubblicato il 6 febbraio 1995 come secondo e ultimo singolo estratto dall'album The Rapture.

## Il disco
Questa è l'unica canzone di The Rapture ad essere stata inclusa su The Best of Siouxsie and the Banshees nella versione mixata da Mark Saunders. La versione originale è stata utilizzata nel videoclip del brano, dove si trova nell'edizione deluxe in DVD dell'album.
Fin ad ora è l'ultimo singolo pubblicato dalla band.
Il brano è un tempo veloce, guidata dalla chitarra e con una melodia pop. Per il singolo è stato leggermente remixato, aggiungendo ulteriori parti di chitarra nel mix prodotto da Juno Reactor. Liricamente la canzone lancia Siouxsie Sioux come una sognatrice che guarda in alto verso le stelle e si augura una vita migliore e per "escape this straitjacket of constraint" (sfuggire a questa camicia di forza).
Stargazer non è entrata in classifica negli Stati Uniti. Ha raggiunto il n° 64 della classifica britannica. Poco dopo l'uscita di questo singolo, Siouxsie and the Banshees si sciolgono, lasciando Siouxsie Sioux e Budgie a rivolgere le loro priorità al progetto parallelo The Creatures.

## Tracce
Musiche di Siouxsie and the Banshees.

### 7"
Lato 1
1. Stargazer (testo: Sioux)

Lato 2
1. Hang Me High (testo: Budgie)

### Musicassetta
Lato 1
1. Stargazer - 3:13

Lato 2
1. Hang Me High - 6:10

### CD
1. Stargazer - 3:13
2. Stargazer Mambo Sun Mix ° - 7:23
3. Stargazer Planet Queen Mix ° - 7:08
4. Stargazer Mark Saunders Mix - 3:20

°(Remixato da Juno Reactor)

## Formazione
- Siouxsie Sioux - voce
- Jon Klein - chitarra
- Steven Severin - basso
- Martin McCarrick – tastiere
- Budgie - batteria, percussioni

## Classifica
| Classifica (1995) | Posizione massima |
| ----------------- | ----------------- |
| Regno Unito       | 64                |